# Bite My Head Off

Bite My Head Off est une chanson des Rolling Stones parue sur l'album Hackney Diamonds le 20 octobre 2023. Elle est notable pour la participation de Paul McCartney à la basse.

## Enregistrement et portée historique
La chanson est enregistrée en janvier 2023 lors des sessions de l'album aux studios Henson à Los Angeles. Lors de ces sessions, le groupe fait appel aux services du jeune producteur Andrew Watt et de Paul McCartney à la basse sur cette chanson. La collaboration avec ce dernier est évoquée de façon non officielle dans la presse, alors que l'album est en cours de mixage.
La raison de cet emballement médiatique remonte aux années 1960 avec la rivalité entre The Rolling Stones et The Beatles (dont était membre Paul McCartney), qui étaient les formations les plus populaires de l'époque. Si les Beatles se séparent en 1970, leur rivalité avec les Stones est encore évoquée car le groupe a marqué durablement l'histoire de la musique. En réalité, les membres des deux groupes étaient amis, et ce n'est pas la première fois que Paul McCartney participe à une chanson du groupe, la précédente datant de 1967 avec We Love You où il se retrouvait aux chœurs avec son compère John Lennon. En février 2023, lorsque des rumeurs de la collaboration de McCartney sur le prochain album des Stones bruissent dans la presse, celle-ci évoque la fin de cette « rivalité » entre les deux groupes. La presse évoque également la participation de l'ancien batteur des Beatles Ringo Starr au projet, information finalement démentie lors de la sortie de l'album.

## Crédits
The Rolling Stones
- Mick Jagger : chant
- Keith Richards : guitare
- Ron Wood : guitare

Musiciens additionnels
- Paul McCartney : guitare basse
- Steve Jordan : batterie
- Andrew Watt : production, guitare

Autres crédits
- Serban Ghenea : mixage
- Matt Cotton : mastering